# Wei Pi-hsiu
Wei Pi-hsiu, född 4 juli 1990, är en taiwanesisk bågskytt. Hon deltog vid olympiska sommarspelen 2008.